# Gustavo Huerta
Gustavo Ernesto Huerta Araya (Ovalle, 15 ottobre 1957) è un allenatore di calcio ed ex calciatore cileno, di ruolo difensore, tecnico del Cobresal.

## Palmarès

### Giocatore

#### Competizioni nazionali
- Copa Chile: 1

Cobresal: 1987